# Mats
Mats is een jongensnaam afkomstig uit Scandinavië en is een verkorte vorm van Matthias dan wel Matteüs. De naam Mats was vooral halverwege de twintigste eeuw populair in Zweden. Een bekende persoon met deze naam is de Zweedse oud-tennisser Mats Wilander. In sommige Scandinavische landen, zoals Denemarken komt de variant Mads meer voor.
In het Nederlands taalgebied kwam de naam Mats traditioneel nauwelijks voor, maar in Nederland is hij vanaf ongeveer 1990 gebruikelijker geworden, vooral in de steden. Vanaf 2010 kreeg jaarlijks ongeveer 0,4% van de jongens die geboren werden deze naam, die daarmee rond de 30e plaats kwam op de Nederlandse lijst met populaire jongensnamen.